# Lucius Cornelius Sulla
Lucius Cornelius Sulla Felix (ca. 138 f.Kr. – 78 f.Kr.) var en romersk hærfører, consul og diktator. Han blev kendt under navnet Sulla, og han fik tilnavnet Felix ("den heldige"), da han som general var heldig  i kampene mod Numidien og barbarerne kimbrerne og teutonerne.

## Opvækst
Sulla blev født i en aristokratisk familie med efternavnet Cornelius. Familien var ikke velhavende ved hans fødsel, hvorfor hans opdragelse blev overdraget til to familier i slægten.

## Karriere før diktaturet
I 107 f.Kr. blev Sulla udnævnt til ædil med tilsynet over skatteindtægter og udgifterne i Rom som sin hovedopgave. Det var omtrent samtidig med, at Gaius Marius var valgt som general over de romerske legioner i provinsen Africa, som lå ved det gamle Karthago. Her vandt Marius en stor sejr over Numidiens konge, Jugurtha, efter at Sulla havde lokket kongens familie til at vende sig imod ham. Sulla udleverede Jugurtha til Marius, som tog hele æren for sejret over Numidien. Det var normalt, da Marius var hærfører og Sulla kun var legat.
I de følgende år gjorde Sulla hurtigt karriere hos optimaterne og blev en af deres ledere. Under Forbundsfællekrigen 91-88 f. Kr. viste han sig også som en dygtig general og øgede sin prestige.

## Magtkamp
I 88 f.Kr. blev Sulla valgt som consul og rival til Marius. I de følgende år var deres indbyrdes forhold anspændt. De to mænd og deres politiske støtter kom samme år i en åbenlys magtkamp. Senatet beordrede Sulla til at lede et felttog mod den oprørske konge Mithridates af Pontos, mens  Folkeforsamlingen i Rom vedtog , at Marius skulle tildeles imperium og dermed overtage kommandoen fra Sulla. Det fik Sulla til at bryde loven, om at en hær ikke må optræde bevæbnet i Rom. Det var første gang i den romerske republiks historie, at en hærfører vovede det. Sullas legioner besatte Rom, og Marius flygtede sammen med de tilhængere blandt Popularerne, som nåede at komme bort, inden Sulla påbegyndte henrettelserne af dem.

## Sejrherre over Hellas
I 87 f.kr. angreb Sulla Mithridates’ hær. Allerede i 86 f.kr havde han kontrollen over hele Hellas. Efter en fredsslutning i 85 f.kr. begyndte Sullas hær omfattende plyndringer, som satte sig dybe økonomiske og politiske spor i Hellas og Lilleasien. Først i 83 f.kr. vendte han tilbage til Italien.

## Vejen til eneherredømmet
I Rom havde Marius og hans tilhængere blandt plebejerne umiddelbart efter Sullas afrejse til Hellas genvundet magten. For året 86 valgtes Marius som konsul med Lucius Cornelius Cinna, og da Marius pludseligt døde efter ca. en måned på posten, fortsatte Cinna som enekonsul.
Ved Sullas tilbagevenden søgte Senatet at mægle mellem de stridende parter. Kampene mellem parterne bredte sig imidlertid til det meste af Italien, og i foråret 82 f.kr. indtog Sulla Rom efter en række sejre. 
Nu fulgte en periode med forfølgelse af modstanderne. Således blev ca. 4000 udrenset ved  proskriptioner. De erklæredes fredløse, deres ejendom blev beslaglagt af staten og deres slaver blev frigivet og fik tildelt romersk borgerret..

## Diktator i Rom
I slutningen af 82 f.Kr. valgtes Sulla som diktator med vide beføjelser på lovgivningen.
I 81 f.Kr. blev han udnævnt til diktator for livstid. I sin regeringstid foretog han en hektisk lovgivningspolitik. Bl.a. styrkede han kraftigt Senatets magtstilling og søgte at begrænse Folkeforsamlingens magt tilsvarende. Desuden ændrede han magistratens sammensætning og reglerne for embedsmændenes alder og funktionsperiode.
Diktaturet blev kortvarigt, idet Sulla trak sig tilbage i 79 f.Kr.. Året efter døde han pludseligt.
Efter Sullas afgang opstod der på ny indre uroligheder, som blev udgangspunkt for de magtkampe, som Cicero har beskrevet. Også stridighederne med forbundsfællerne blussede igen op og blev optakten til republikkens krise.

## Eftermæle
Sulla regnes blandt de mest alsidigt begavede af optimaterne: både en dygtig general og politiker med litterære interesser. Derimod førte hans terrorpolitik på længere sigt til ulykker. Han bidrog derved til at undergrave respekten for forfatningslivet, og han blev skaber af traditionen for, at hærens støtte afgjorde, hvem der styrede staten. Hermed anviste han på sin vis vejen for sin modstander Julius Cæsar. Desuden banede han vejen for mange af de politikere, som prægede optimaterne i næste generation som Pompejus og Crassus.

## Sullas koner og børn
- Første kone, Julia
  - Lucius Cornelius Sulla, døde ung
  - Cornelia Sulla, gift med Gnaeus Pompeius Rufus (ingen relationer til Pompejus), og mor til Pompeia Sulla, Julius Caesars anden kone
- Anden kone, Aelia
- Tredje kone, Caecilia Metella Dalmatica
  - tvillingerne Faustus Cornelius Sulla og Fausta Cornelia Sulla
- Fjerde kone, Valeria Messala
  - Postumia Cornelia Sulla, født efter Sullas død.